# Сан-П'єтро-ді-Карида
Сан-П'єтро-ді-Карида (італ. San Pietro di Caridà, сиц. San Pietro di Caridà) — муніципалітет в Італії, у регіоні Калабрія,  метрополійне місто Реджо-Калабрія‎.
Сан-П'єтро-ді-Карида розташований на відстані близько 490 км на південний схід від Рима, 60 км на південний захід від Катандзаро, 65 км на північний схід від Реджо-Калабрії.
Населення — 1208 осіб (2014).
Щорічний фестиваль відбувається 20 січня. Покровитель — San Sebastiano.

## Демографія
Населення за роками:

Станом на 1 січня 2023 року в муніципалітеті офіційно проживало 37 іноземців з 9 країн, серед них 17 громадян країн Євросоюзу та 4 громадяни України.

## Сусідні муніципалітети
- Аккуаро
- Дінамі
- Фабриція
- Галатро
- Лауреана-ді-Боррелло
- Серрата